# Trần Thị Hiền
Trần Thị Hiền (sinh ngày 22 tháng 12 năm 1974) là đại biểu Quốc hội Việt Nam khóa XIII, khóa XIV, thuộc đoàn đại biểu Hà Nam.

## Xuất thân
Quê quán ở Xóm 4, thôn Gốm, xã Thụy Lôi, huyện Kim Bảng, tı̉nh Hà Nam. Bà hiện cư trú ở Số nhà 48, đường Trần Nhật Duật, Tổ 11, phường Lê Hồng Phong, thành phố Phủ Lý, tı̉nh Hà Nam.

## Giáo dục
- Phổ thông: 12/12
- Thạc sĩ Quản trị Kinh doanh
- Cao cấp lí luận chính trị

## Sự nghiệp
Gia nhập Đảng Cộng sản Việt Nam 31/3/2009.
2016: Chủ tịch Hội đồng quản trị, Bí thư Chi bộ, Giám đốc Công ty Cổ phần Xây dựng và phát triển hạ tầng Hà Nam; Ủy viên Ban chấp hành Đảng ủy Khối doanh nghiệp tỉnh Hà Nam; Phó Chủ tịch Hội Bảo trợ khuyết tật và trẻ em mồ côi tỉnh Hà Nam; Phó Chủ tịch Hiệp hội doanh nghiệp tỉnh Hà Nam.